# Gernsdorf
Gernsdorf ist ein Ortsteil in der Gemeinde Wilnsdorf im Kreis Siegen-Wittgenstein mit rund 1376 Einwohnern (Stand: 31. Dezember 2021).

## Geographie

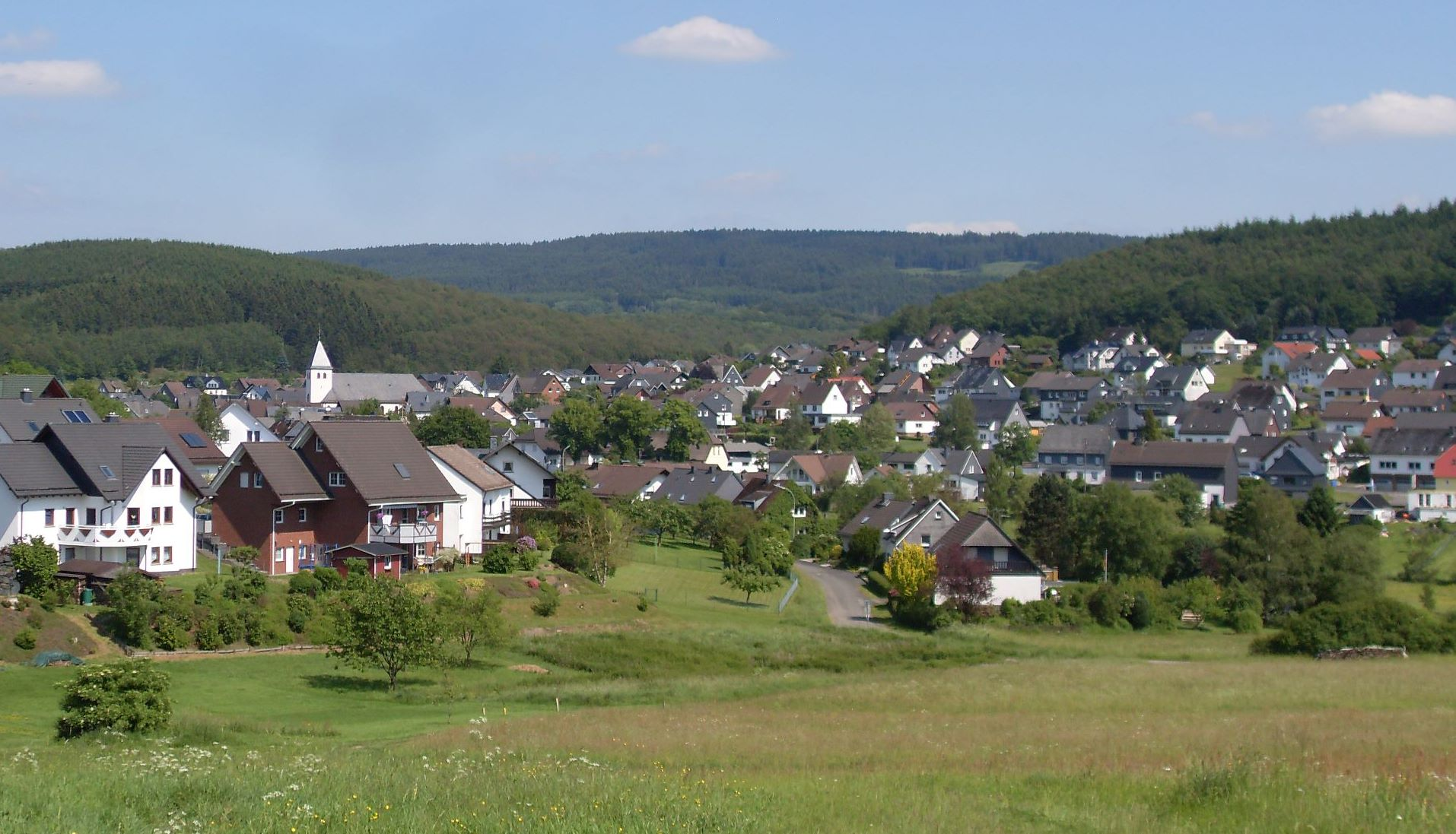
Ortskern mit katholischer Kirche (Blick von Westen, 2017)

Der Ort hat eine Gesamtfläche von 5,86 km² und liegt im Oberen Weißtal auf einer Höhe zwischen 380 und 430 m. In der Nähe des Ortes entspringt der Bichelbach, der in Richtung Rudersdorf fließt und dort in die Weiß mündet. Höchste Erhebung ist der Henneberg mit 476 m.

### Nachbarorte
Nachbarorte von Gernsdorf sind Hainchen und Irmgarteichen (zu Netphen) im Osten, Offdilln (zu Haiger) im Südosten, Rudersdorf und Anzhausen im Westen, Helgersdorf (zu Netphen) im Norden und Salchendorf (zu Netphen) im Nordwesten.

### Naturschutzgebiet
Das Naturschutzgebiet Gernsdorfer Weidekämpe (102,1 ha) wurde am 27. September 1989 eingerichtet. Das Gebiet liegt am Talende des Bichelbaches und an einem von Süden nach Norden fließenden Nebenbach an der Grenze zu Irmgarteichen. Das Gebiet wurde zur Erhaltung eines landwirtschaftlich extensiv genutzten Muldentales als Lebensstätte für viele teils gefährdeter Tier- und Pflanzenarten unter Schutz gestellt.

## Geschichte

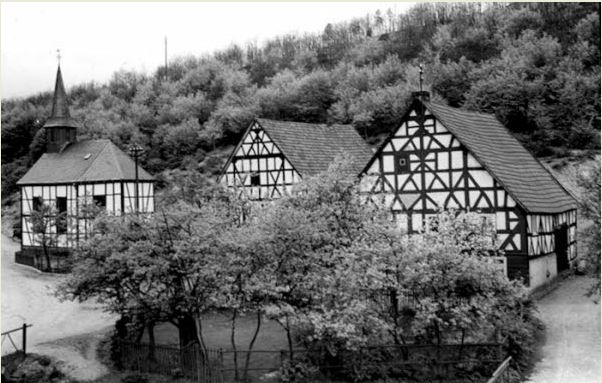
St. Johannes Kapelle Gernsdorf (erbaut 1856)

Archäologische Funde von Schlacke aus der La-Tène-Zeit um 450 v. Chr. weisen auf Eisenverhüttung und somit auf eine keltische Bevölkerung und Besiedlung südöstlich des heutigen Ortskerns hin. Zwischen 700 und 900 n. Chr. begann, während der Ausbauperiode infolge der Fränkischen Landnahme, die wahrscheinliche Besiedlung des heutigen Ortes.
Um 1300 wurde Gernsdorf erstmals urkundlich mit dem Namen Gernstorff erwähnt. In den Jahren 1306 und 1336 tauchte ein Herman von Gernstorf jeweils in Urkunden als Zeuge auf. Ebenfalls erwähnt wurde der Ort am 6. Dezember 1350 in einer Urkunde über Burglehensgelder.
Im Jahr 1452 führte das Abgabenverzeichnis der Kirche in Irmgarteichen Einnahmen aus Gernsdorf auf. In einem Schätzungsregister von 1461 wurden 13 steuerpflichtige Personen erwähnt. Zehn Jahre später erhielt Konrad von Bicken das Jagdrecht in den Orten Rudersdorf, Gernsdorf und Salchendorf. Nachdem im Jahr 1533 die lutherische und im Jahr 1577 die calvinistische Konfession in der Grafschaft Nassau-Siegen eingeführt wurde, beschwerte sich im Jahr 1578 der zu diesem Zeitpunkt calvinistische Pfarrer aus Irmgarteichen über die Abgabennachlässigkeit der Gernsdorfer Gemeinde. Nach mehreren Konfessionswechseln wurde Gernsdorf, vorerst im Jahr 1624, unter der Herrschaft von Johann VIII. zu Nassau-Siegen und, nach Abschluss des Westfälischen Frieden im Jahr 1648, wieder katholisch. Zwischen 1635 und 1637 wütete die Pest im Netpherland, und damit auch in Gernsdorf.
1814 wurde eine neue Kapelle erbaut, da die alte, bereits 1561 als baufällig erwähnte Kapelle, bei einem Brand, der einen Großteil des Dorfes vernichtete, zerstört wurde. Lediglich einige Häuser am Bichelbach hielten dem Feuer stand. 1815 wurde Gernsdorf Teil des Amtes Netphen. 1816 wechselte die Herrschaft zu Preußen. 1856 wurde eine neue Kapelle und im Jahr 1902 eine neue Volksschule errichtet. Diese wurde 1953 erweitert. In den Jahren 1921 bis 1923 wurde ein Stromnetz errichtet und der Anschluss an das Elektrizitätswerk Siegerland geschaffen. Im Jahr 1936 wurde die Freiwillige Feuerwehr Gernsdorf gegründet und ersetzte die bis dahin bestehende Pflichtfeuerwehr.
Am 1. Februar 1945 starben bei einem Bombenangriff sieben Personen (drei Frauen und vier Kinder). Drei Häuser wurden komplett zerstört und 15 weitere Häuser schwer beschädigt. In der Endphase des Zweiten Weltkrieges wurden, am 30. März 1945 in Gernsdorf, sechs Personen (drei Frauen und drei Kinder) durch Artilleriebeschuss getötet. Zahlreiche Häuser wurden beschädigt.
1948 wurde mit dem Bau der neuen katholischen Kirche St. Johannes Evangelist in Gernsdorf begonnen. Diese wurde 1951 eingeweiht. Es ist die erste nach dem Krieg gebaute Kirche im Siegerland. Bis zum Bau einer Wasserleitung im Jahr 1961 erfolgte die Wasserversorgung des Ortes über Brunnen.
Bis Ende 1968 war Gernsdorf eine eigenständige Gemeinde im Amt Netphen. Bei der Gemeindereform am 1. Januar 1969 wurde der Ort der Großgemeinde Wilnsdorf angegliedert. In den Jahren 1966, 1975 und 2017 wurde die Gernsdorfer Kirche renoviert und umgebaut. 1983 wurde das Dorfgemeinschaftshaus und 1987 der Kindergarten sowie das neue Feuerwehrhaus gebaut.

### Ortsvorsteher
- 1969–1989: Josef Kühn
- 1989–2009: Klaus Dieter Steiner
- seit 2009: Jürgen Keller

### Einwohnerzahlen
Einwohnerzahlen des Ortes:
| Jahr | Einwohner |
| ---- | --------- |
| 1461 | 13        |
| 1566 | 30        |
| 1583 | 24        |
| 1650 | 13        |
| 1688 | 17        |
| 1732 | 37        |
| 1815 | 216       |
| 1818 | 212       |
| 1864 | 240       |
| 1881 | 241       |

| Jahr | Einwohner |
| ---- | --------- |
| 1885 | 262       |
| 1895 | 260       |
| 1905 | 273       |
| 1910 | 263       |
| 1925 | 351       |
| 1933 | 396       |
| 1939 | 452       |
| 1950 | 564       |
| 1961 | 620       |
| 1966 | 827       |

| Jahr | Einwohner |
| ---- | --------- |
| 1967 | 851       |
| 1969 | 964       |
| 1983 | 1043      |
| 1991 | 1172      |
| 1994 | 1309      |
| 1996 | 1354      |
| 2004 | 1537      |
| 2005 | 1531      |
| 2006 | 1533      |
| 2007 | 1542      |

| Jahr | Einwohner |
| ---- | --------- |
| 2008 | 1539      |
| 2009 | 1507      |
| 2010 | 1487      |
| 2011 | 1504      |
| 2012 | 1495      |
| 2013 | 1489      |
| 2014 | 1448      |
| 2015 | 1451      |
| 2016 | 1455      |
| 2017 | 1441      |

## Kirche St. Johannes Evangelist

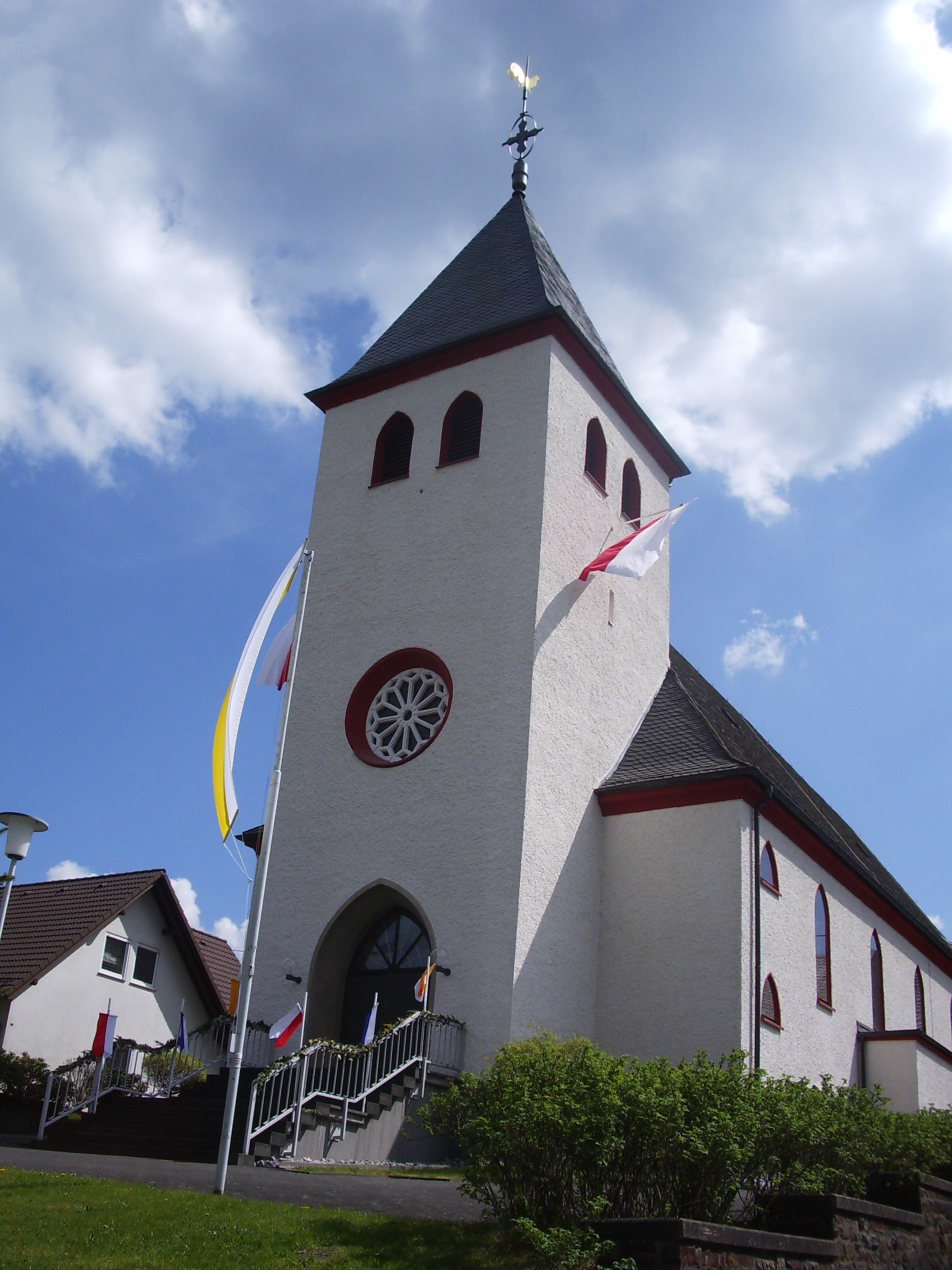
Katholische Kirche Gernsdorf (Blick von Nordwest)

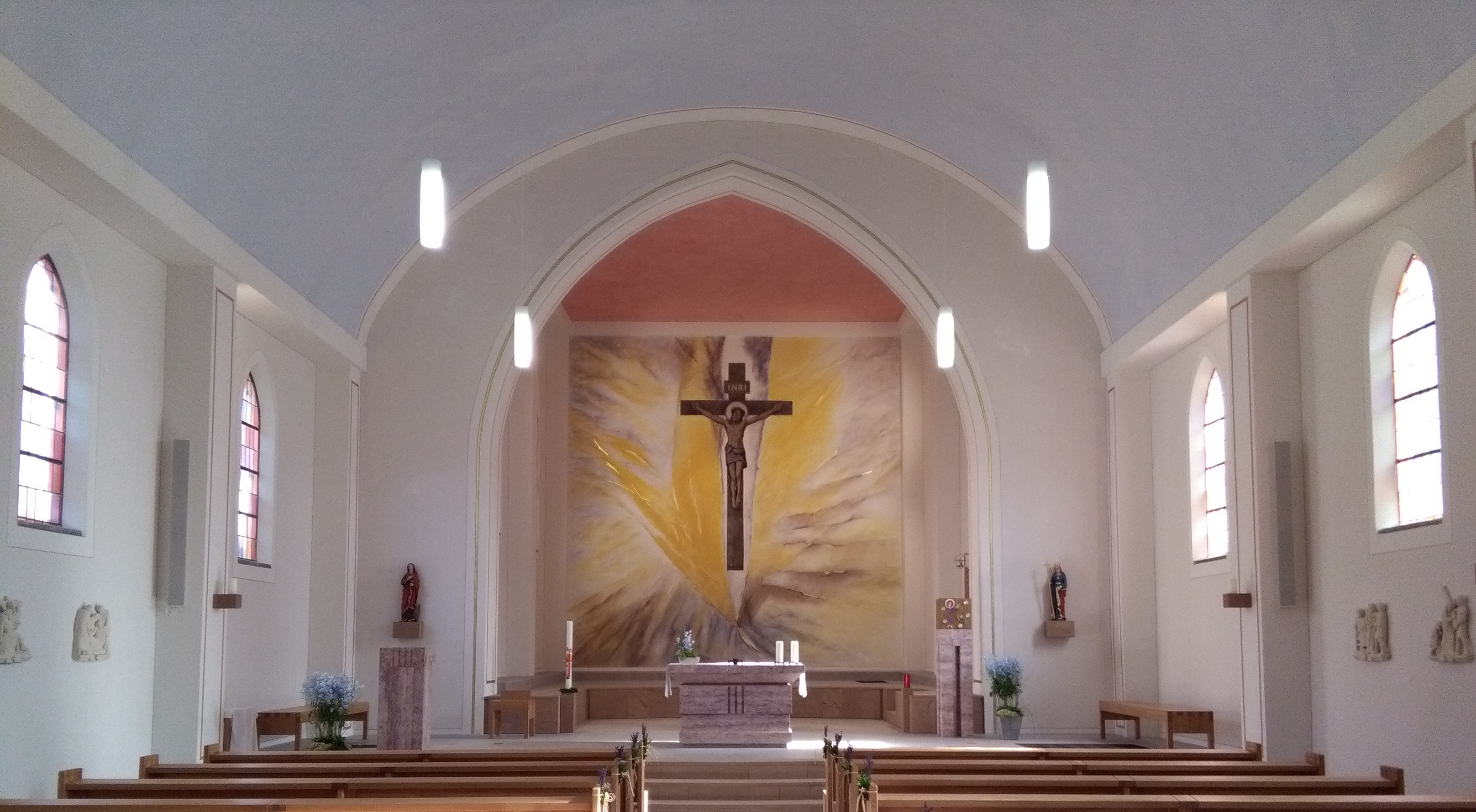
Altarraum Innenansicht 2017

Die römisch-katholische Kirche St. Johannes Evangelist ist ein ortsbildprägendes Kirchengebäude in Gernsdorf. Sie wurde kurz nach Ende des Zweiten Weltkriegs errichtet, weitgehend in Eigenleistung der Bevölkerung, und gilt als erster Nachkriegs-Kirchenneubau im Siegerland. Die Saalkirche besitzt 18 spitzbogige Fenster und ein Rundfenster im Turm. Die Kirche verfügt über eine Orgel der Gebrüder Stockmann aus dem Jahr 1966 und drei Bronzeglocken von 1957 sowie unter anderem eine aus der Erbauungszeit stammende Monumentalstuckdarstellung der Kreuzigung Christi.

## Schule, Kultur und Freizeit
Bis 1986 existierte die katholische Grundschule Gernsdorf. Diese wurde mit der katholischen Grundschule in Rudersdorf zusammengelegt. Es wurde ein Neubau zwischen den beiden Orten in der Rudersdorfer Gemarkung errichtet. An Stelle der alten Grundschule wurden im Jahr 1987 der katholische Kindergarten St. Johannes sowie das neue Feuerwehrhaus errichtet. Gernsdorf hat unter anderem eine katholische öffentliche Bücherei, ein Dorfgemeinschaftshaus sowie einen Sportplatz. Im Ort gibt es mehrere Vereine im sportlichen, sozialen sowie kulturellen Bereich.

## Wappen

### Vorgeschichte
Während der ersten Erstellung der Gernsdorfer Website im Dezember 1999 suchten die Webmaster der Internetseite nach einem Erkennungszeichen für den Internetauftritt der Gemeinde. Fünf Jahre später wurde der Arbeitskreis Ortswappen Gernsdorf von Einwohnern des Ortes gegründet.
Unter der Schirmherrschaft des Ortsvorstehers wurde über Form, Farben und Elemente des neuen Ortswappens diskutiert. Die Ergebnisse dieser Diskussionen bildeten die Grundlage des heutigen Ortswappens. Der resultierende Entwurf des Ortswappens von Gernsdorf wurde nun an einen professionellen Heraldiker weitergeleitet und von diesem umgesetzt.

### Zum Wappen

Ortswappen Gernsdorf

Jedes Wappenelement hat seine eigene Bedeutung. So haben sich die Gernsdorfer für folgende Elemente entschieden:
- Löwe: Der obere Teil des Wappens zeigt auf blauem Grund den goldenen nassauischen Löwen. Gernsdorf befindet sich auf dem ehemaligen Hoheitsgebiet des alten Nassau.
- Pflug: Der Pflug steht für die Landwirtschaft. Die Gernsdorfer Bevölkerung lebte über Jahrhunderte von der Landwirtschaft.
- Häbe und Lohe: Die Häbe und die Lohe stehen für Forstwirtschaft. In Gernsdorf wird Hauberg betrieben. Jede Familie darf je nach Anteilen im Gernsdorfer Wald Holz schlagen. (Allmende)
- Orchidee: Die Orchidee steht für das Naturschutzgebiet in Gernsdorf. Seit einigen Jahren besitzt Gernsdorf ein eigenes Naturschutzgebiet.
- Farben des Wappens: Jede Wappenfarbe hat seine eigene Bedeutung. So haben sich die Gernsdorfer für folgende Farben entschieden:
  - Goldener Löwe auf blauen Grund: Da sich Gernsdorf auf dem Hoheitsgebiet des alten Nassau befindet, wurde die Farbkombination in Anlehnung an das nassauische Wappen gewählt.
  - Schwarze Wappenelemente auf silbernen Hintergrund: Der untere Teil des Ortswappens besteht aus dem Schild des einst in Wilnsdorf beheimateten Geschlechts der Ritter von Kolbe und ist in Silber und Schwarz unterteilt.

### Einsatz des Ortswappens
Das neue Ortswappen von Gernsdorf dient den Einwohnern als eindeutiges Identifikationskennzeichen. Es wird jedem Einwohner, Verein oder sonstigen Organisation kostenlos zur Verfügung gestellt.

## Infrastruktur und Verkehrsanbindung
Gernsdorf liegt an der Landesstraße 722, die Rudersdorf mit Irmgarteichen verbindet. Über den Anschluss Wilnsdorf ist der Ort an die Bundesautobahn 45 angebunden. In Rudersdorf befindet sich der nächste Bahnhof, Einkaufsmöglichkeiten sowie Einrichtungen der medizinischen Versorgung.
Größeres Gewerbe gibt es im Ort nicht.